# Doina Lemny
Doina Lemny, născută Petrache (n. 8 februarie 1953, Salcia Tudor, România), este istorică de artă,  muzeografă și cercetătoare franco-română, specializată în opera sculptorului Constantin Brâncuși.

## Biografie
A absolvit liceul „Unirea” din Focșani, apoi Facultatea de Filologie la Universitatea „Alexandru Ioan Cuza” din Iași unde s-a stabilit în 1977 după căsătoria cu istoricul Ștefan Lemny. 
Începând cu 1979, lucrează la Complexul muzeal din cadrul Palatului culturii din Iași, iar în 1990, se stabilește în Franța împreună cu soțul și fiul, Sebastian-Dorin (1980-2023). Lucrează la Musée national d’art moderne, departamentul de colecții moderne, Centre Pompidou Paris.
1992 – obține Diplôme d'études approfondies în istoria artei la Universitatea Paris I-Sorbonne cu lucrarea: „Approche iconologique de la carte à jouer”.
1997 – obține diploma de Doctor în istoria artei la Universitatea Paris I - Sorbonne cu teza: „Le milieu artistique et culturel de Brancusi : essai d'investigation à partir du legs au Musée national d'art moderne”.

## Activitate profesională
1979-1990 : 
- La Muzeul de artă din Iași, a fost curator al mai multorexpozitii printre care: „L’art français contemporain”, 1987; „Adam Bălțatu”, 1989; „ Nudul în arta plastică românească”, 1990[8].
- Animatoarea grupului de artiști « Atelier 35 », Iași.
- Redactor al revistei de artă Mona Lisa, Iași (1990).

1991 – 2019 – a lucrat la Musée national d’art moderne, Centre Pompidou, Paris.
- A participat la reinstalarea Atelierului Brâncuși.
- Co-curator al expozițiilor organizate la galeria Atelierului Brâncuși pe teme din creația sculptorului : „La Colonne sans fin”, 1998) ; „Leda” 1998-1999) ; „Princesse X”  1999-2000); „Le Baiser”  1999); „Brâncuși & Duchamp” 2000); „L’Oiseau dans l’espace” 2001; „Le portrait?” 2002- 2003).
- Realizează cu serviciul Audivisuel un proiect de colecție video referitor la temele prezentate în expozițiile de la galeria Atelierului Brâncuși; redactează scenariul și colaborează la montajul filmelor video.
- Curatoarea expozițiilor „Pevsner dans les collections du Centre Pompidou, Musée national d’art moderne”, 2001; „Toni Grand à l’atelier Brancusi”, 2007[10]
- Co-curatoarea expoziților: „La Dation Brancusi : dessins et archives”, 2003; „Henri Gaudier-Brzeska dans les collections du Centre Pompidou, Musée national d’art moderne”, 2009; „L’œil écoute”, Centre Pompidou, 2017; „Olos: une exposition cabinet”, galeria Atelierului Brancusi, Paris, 2019.
- Curatoarea expozițiilor „Matisse-Pallady et La Blouse roumaine. Une amitié sous la censure”, Centre Pompidou, Paris, 2019[11]; „Brancusi. La sublimation de la forme” Bruxelles, Bozar 2019-2020[12]; Brâncuși : Surse românești și perspective universale / Romanian Sources and Universal Perspectives”, Timisoara 2023-24[13][14].

După 2020
În 2024, la Timișoara în cadrul programului Capitala Europeană a Culturii, Doina Lemny  a fost curatoarea expoziția „Brâncuși: surse românești și perspective universale”. Expoziția găzduită de Muzeul Național de Artă Timișoara a avut peste 130 de mii de vizitatori.

## Distincții
- Premiul de excelență al artelor și culturii acordat de Institutul Cultural Român (2018)[17]
- A fost decorată de președinția României cu ordinul național „Pentru Merit” în grad de Cavaler, cu prilejul Zilei Naționale a României (2019)[18]
- Diploma „Distincția culturală” de către Academia Română (2018)[19]
- Premiul de excelență acordat de Centrul de cercetare, documentare și promovare „Constantin Brâncuși” și UAP, filiala Târgu Jiu (2020)
- Premiul președintelui UNITER la ediția XXXI a Galei UNITER (2023)[20] [21]
- Doctor honoris causa al Universității Constantin Brâncuși din Târgu Jiu (2023)[22]
- Membră al colegiului onorific de redacție la Revue roumaine d’histoire de l’art, București[23]

## Publicații

### Volume
- Tabart, Marielle; Lemny, Doina; Nemo, Marie-Luce (1997). L'Atelier Brancusi (în franceză) (ed. Centre Pompidou). Paris. p. 76. ISBN 978-2-85850-914-0.
- La Colonne sans fin (1998), Leda (1998), Le Baiser (1999), Princesse X (1999), Brancusi & Duchamp (2000), L’Oiseau dans l’espace (2001), Le Portrait ? (2002), în colecția „Les Carnets de l’Atelier Brancusi”, Paris, Éditions du Centre Pompidou (coordonare în colaborare și texte)
- Lemny, Doina (2001). Antoine Pevsner : dans les collections du Centre Georges Pompidou, Musée national d'art moderne (în franceză) (ed. Centre Pompidou). Paris. p. 111. ISBN 978-2-84426-095-6.
- Tabart, Marielle; Lemny, Doina; Zucchelli-Charron, Anne-Marie (2003). La dation Brancusi : dessins et archives (în franceză) (ed. Centre Pompidou). Paris. p. 231. ISBN 978-2-84426-201-1. (coordonare în colaborare și texte ; prezentarea arhivelor intrate prin dațiunea din 2001, p. 78-221)
- Lemny, Doina; Velescu, Cristian-Robert (2004). Brâncuși inedit: însemnări și corespondență românească (ed. Humanitas). Bucarest. p. 491. ISBN 978-973-50-0846-8.
- Lemny, Doina (2005). Constantin Brancusi. Les étrangers de Paris (în franceză) (ed. Oxus). Paris. p. 318. ISBN 978-2-84898-047-8. Tradus în română la editura Junimea, 2005.
- Briend, Christian; Lemny, Doina (2009). Henri Gaudier-Brzeska : dans les collections du centre Pompidou, Musée national d'art moderne (în franceză) (ed. Centre Pompidou). Paris. p. 239. ISBN 978-2-84426-389-6.
- Lemny, Doina (2009). Brancusi & Gaudier-Brzeska : points de convergence (în franceză) (ed. L'Échoppe). Paris. p. 47. ISBN 978-2-84068-218-9.
- Gaudier-Brzeska, Henri; Lemny, Doina (2009). Notes sur Liabeuf et sur Tolstoï. Envois (în franceză) (ed. L'Échoppe). Paris. p. 31. ISBN 978-2-84068-219-6.
- Lemny, Doina (2011). Lizica Codréano : une danseuse roumaine dans l'avant-garde parisienne (în franceză) (ed. Fage). Lyon. p. 116. ISBN 978-2-84975-240-1. Traducere în română, editura Vellant, București, 2012.
- Lemny, Doina (2012). Brancusi : au-delà de toutes les frontières (în franceză) (ed. Fage). Lyon. p. 167. ISBN 978-2-84975-255-5. Tradus în română la editura NoiMediaPrint, București, 2012 și în engleză Brancusi, an Artist without Frontiers, Bucharest, București, NoiMediaPrint, 2016.
- Lemny, Doina (2012). Constantin Brancusi, 1876-1957. Monographies (în franceză) (ed. Centre Pompidou). Paris. p. 95. ISBN 978-2-84426-576-0. Traducere în română la editura Constantin Brâncuși, Târgu Jiu, 2018.
- Bălțatu, Adam; Lemny, Doina (2014). Adam Bălțatu : Voiam să fiu pictor (ed. Junimea). Iași. p. 122. ISBN 978-973-37-1741-6.
- Lemny, Doina (2015). Henri Gaudier-Brzeska, un sculpteur mort pour la France. Varia (în franceză) (ed. Fage). Lyon. p. 119. ISBN 978-2-84975-387-3.
- Brancusi, Constantin; Duchamp, Marcel; Lemny, Doina (2017). Correspondance Brancusi, Duchamp (în franceză) (ed. Dilecta). Paris. p. 96. ISBN 978-2-37372-028-0. Traducere în română la editura Vremea, București, 2019.
- Brancusi, Constantin; Lebherz, Marthe; Lemny, Doina (2017). Brancusi et Marthe ou L'histoire d'amour entre Tantan et Tonton (în franceză) (ed. Fage). Lyon. p. 127. ISBN 978-2-84975-463-4. Traducere în română la editura Vremea, București, 2019.
- Lemmy, Doina (2018). Brâncuși: Cumințenia pǎmǎntului - operǎ unicǎ, La Sagesse de la terre - une œuvre unique, The Wisdom of the Earth - a Unique Work (în română, franceză, și engleză) (ed. editura Brâncuși). Târgu Jiu. p. 65. ISBN 978-606-94226-8-7.
- Matisse, Henri; Pallady, Theodor; Lemny, Doina (2019). Matisse-Pallady et La Blouse roumaine (în franceză și română) (ed. Fage). Lyon. p. 93. ISBN 978-2-84975-546-4.
- Lemny, Doina (2019). Brancusi : la sublimation de la forme (în franceză) (ed. Snoeck Publishers). Gand. p. 256. ISBN 978-94-6161-210-6. Catalogul expoziției cu același titlu.
- Lemny, Doina (2020). L-au întâlnit pe Brâncuși, Ils ont rencontré Brancusi (în română și franceză) (ed. Vremea). Bucarest. p. 282. ISBN 978-973-645-946-7.
- Lemny, Doina (2022). Brancusi : la chose vraie (în franceză) (ed. Gourcuff Gradenigo). Montreuil. p. 239. ISBN 978-2-35340-331-8.
- Lemny, Doina (2022). Brancusi et ses muses (în franceză) (ed. Gourcuff Gradenigo). Montreuil. p. 175. ISBN 978-2-35340-378-3.
- Lemny, Doina (2023). Brâncuși: Surse românești și perspective universale, Romanian Sources and Universal Perspectives (în română și engleză) (ed. Art Encounters). Bucarest, Timișoara. p. 296. ISBN 978-606-94495-1-6. Catalogul expoziției cu același titlu.

Numeroase participări cu studii la volume colective, printre care: Encyclopedia of Sculpture (Chicago, 2003), Le Futurisme à Paris, une avant-garde explosive (Paris, 2008), Matisse in Search of True Painting (New York, Metropolitan Museum of Art, 2012), The Armory Show at 100, Modernism and Revolution (New York Historical Society, 2013), Modigliani et ses amis. Parigi 1906-1920 (Paris, Milano, 2014), Marcel Duchamp, la peinture-même (Paris, 2014), Anselm Kiefer (Paris, 2015) și numeroase articole publicate în reviste de artă.